# Maisoncelles-du-Maine

Maisoncelles-du-Maine este o comună în departamentul Mayenne, Franța. În 2009 avea o populație de 500 de locuitori.